# نوكارديات
النوكارديات (الاسم العلمي: Nocardiaceae) هي فصيلة من البكتيريا تتبع رتبة الشعيات من طائفة الشعاويات.

## الأجناس
- النوكاردية